# Chapelle Saint-Laurent d'Entrechaux
La chapelle Saint-Laurent est une chapelle romane située à Entrechaux dans le département français de Vaucluse en région Provence-Alpes-Côte d'Azur.

## Localisation
Entrechaux compte trois chapelles romanes : Notre-Dame-de-Nazareth, Saint-Laurent et Saint-André.
La chapelle Saint-Laurent est située à l'ouest du village d'Entrechaux.

## Historique
La chapelle a été édifiée à la fin du XIe siècle.

## Architecture
La chapelle présente un chevet constitué d'une abside semi-circulaire unique.
Cette abside, couverte de tuiles romaines, est édifiée en pierre de taille en moyen appareil sur un soubassement de moellon.
Elle est percée d'une fenêtre absidiale cintrée  à simple ébrasement dont l'encadrement est réalisé en pierre de taille assemblée en grand appareil.